# 凉山粘体虫
凉山粘体虫（学名：Myxosoma liangshanensis）为粘体科粘体虫属的动物。在中国，分布于四川等，营寄生生活，寄生在短须裂腹鱼的肾。